# Floro (prefeito pretoriano)

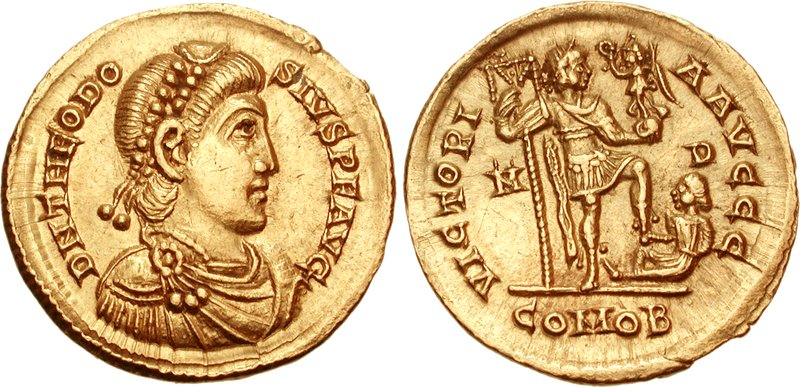
Soldo de Teodósio I r.

Floro (em latim: Florus) foi um oficial romano do século IV, ativo durante o reinado do imperador Teodósio I (r. 378–395).

## Vida
Nada se sabe sobre a origem de Floro, embora sugira-se que talvez fosse hispânico. Era irmão de Emília Paterna Eunômia e pai de Projecta e talvez Emílio Floro Paterno. Aparece pela primeira vez em 380, quando foi nomeado mestre dos ofícios no Oriente, uma posição que reteve até o ano seguinte. Em 381, foi nomeado prefeito pretoriano do Oriente em sucessão de Neotério. Reteve o ofício até 383, e várias das leis emitidas em seu tempo de ofício foram preservadas.